# Bellona (editură)
Bellona (în poloneză Wydawnictwo Bellona) este o editură poloneză cu sediul la Varșovia, specializată în publicarea cărților de istorie militară, care a fost înființată în 1990 în locul Wydawnictwo Ministerstwa Obrony Narodowej (Editura Ministerului Apărării Naționale) din Republica Populară Polonă.
Editura Bellona publică mai mult de 300 de titluri anual, inclusiv cărți din seria „Historyczne Bitwy” („Bătălii istorice”). Ea editează, de asemenea, publicația Mówią Wieki, o revistă istorică lunară înființată în 1958. Oferta sa editorială include, de asemenea, romane polițiste, romane istorice și fantastice, precum și albume, calendare, literatură pentru copii și tot felul de ghiduri utile în viața de zi cu zi. Printre colaboratorii ei se numără profesorii Henryk Samsonowicz, Lech Wyszczelski și Tadeusz Panecki, dar și alți autori precum Leszek Moczulski, Krzysztof Daukszewicz, Grzegorz Miecugow, Magdalena Kozak etc. 
În fiecare an editura Bellona organizează, în colaborare cu alte edituri, Târgul de carte istorică, în cadrul căruia este acordat Premiul KLIO pentru cea mai bună carte istorică.
În 1997 a avut loc fuziunea editurilor de stat „Wydawnictwo Bellona” și „Czasopisma Wojskowe”, fiind înființată editura de stat „Dom Wydawniczy Bellona”. În 2007 compania a fost transformată în societate comercială sub numele de Bellona Spółka Akcyjna, deținută de Trezoreria de Stat. În 2018, după separarea sucursalelor ca societăți separate, Bellona SA a fost transformată în Bellona Sp. z o.o., deținută integral de Dressler Dublin.

## Wydawnictwo Ministerstwa Obrony Narodowej
În 1976 Wydawnictwo Ministerstwa Obrony Narodowej (Editura Ministerului Apărării Naționale) a fost distinsă Crucea de Comandor cu stea a Ordinului Polonia Restituta
În 1964 a publicat cartea Niezwyciężony (Invincibilul) de Stanisław Lem.

## Legături externe
- pl  bellona.pl